# Progress World Championship
El Progress World Championship (Campeonato Mundial de Progress, en español) es un campeonato mundial de lucha libre profesional creado y utilizado por la compañía británica Progress Wrestling. El campeonato se creó el 25 de marzo de 2012. El actual campeón es Luke Jacobs, quien se encuentra en su primer reinado.

## Historia
El 25 de marzo de 2012 se organizó un torneo de 8 luchadores para coronar al primer campeón. Al final Nathan Cruz derrotó a El Ligero, Marty Scurll y Mike Mason para convertirse en el campeón inaugural.
A diferencia de los campeonatos de lucha convencionales qué son generalmente representados por un cinturón, el campeonato de Progress era inicialmente representado por un bastón largo con una cabeza de águila en la punta. El 30 de noviembre de 2014 en el Chapter 16, el bastón fue reemplazado por un cinturón más tradicional. El título ha sido defendido en los Estados Unidos en la Wrestlecon Supershow en Dallas, Texas, y posteriormente defendido en Italia el 30 de abril de 2016 e Irlanda el 16 de julio de 2016.
En mayo de 2019, la empresa decidió unificar el títulos mundial, el de Atlas y el Mundial, en manos de Trent Seven y WALTER respectivamente. En el Chapter 88: Super Strong Style 16 Tournament Edition 2019, WALTER derrotó a Seven, obteniendo ambos campeonatos y pasando a llamarse este el Progress Unified World Championship (Campeonato Mundial Unificado de Progress).

## Nombres
| Nombre                              | Años                                                     |
| ----------------------------------- | -------------------------------------------------------- |
| Progress Championship               | 25 de marzo de 2012 — 24 de enero de 2016                |
| Progress World Championship         | 24 de enero de 2016 — 5 de mayo de 2019, 2021 — presente |
| Progress Unified World Championship | 5 de mayo de 2019 — 2021                                 |

## Campeones

### Campeón actual
El campeón actual es Luke Jacobs, quien se encuentra en su primer reinado. Jacobs consiguió el título tras derrotar a Kid Lykos el 28 de julio de 2024.

### Lista de campeones
|    | Luchador             | N.º | Fecha                    | Días | Show o evento                                             | Notas y referencias |
| -- | -------------------- | --- | ------------------------ | ---- | --------------------------------------------------------- | --- |
| 1  | Nathan Cruz          | 1   | 25 de marzo de 2012      | 245  | Chapter 1: In the Beginning                               | Derrotó a Marty Scurll, El Ligero y Mike Mason en la final del torneo.                                                                        |
| 2  | El Ligero            | 1   | 25 de noviembre de 2012  | 245  | Chapter 4: The Ballad of El Ligero                        | [ 8 ] |
| 3  | Rampage Brown        | 1   | 28 de julio de 2013      | 119  | Chapter 8: The Big Boy's Guide to Strong Style            | [ 9 ] |
| 4  | Mark Andrews         | 1   | 24 de noviembre de 2013  | 0    | Chapter 10: Glory Follows Virtue As If It Were Its Shadow | Canjeó su oportunidad titular ganada en el Natural Progression Series.                                                                        |
| 5  | Jimmy Havoc          | 1   | 24 de noviembre de 2013  | 609  | Chapter 10: Glory Follows Virtue As If It Were Its Shadow | Usó el contrato abierto que le dio Jim Smallman para hacerlo efectivo en una lucha titular.                                                   |
| 6  | Will Ospreay         | 1   | 26 de julio de 2015      | 183  | Chapter 20: ThunderBastard: Beyond ThunderBastard         | Canjeó su oportunidad titular ganada en el Super Strong Style 16.                                                                             |
| 7  | Marty Scurll         | 1   | 24 de enero de 2016      | 154  | Chapter 25: Chat Shit, Get Banged                         | [ 12 ] |
| 8  | Pastor William Eaver | 1   | 26 de junio de 2016      | 35   | Chapter 32: 5000 to 1                                     | [ 13 ] |
| 9  | Marty Scurll         | 2   | 31 de julio de 2016      | 56   | Chapter 33: Malice in Wonderland                          | [ 14 ] |
| 10 | Mark Haskins         | 1   | 25 de septiembre de 2016 | 35   | Chapter 36: We're Gonna Need a Bigger Room Again          | [ 15 ] |
| —  | Vacante              | —   | 30 de octubre de 2016    | —    | Chapter 38: When Men Throw Men At Men                     | Haskins abandonó el título debido a una lesión.                                                                                               |
| 11 | Pete Dunne           | 1   | 27 de noviembre de 2016  | 287  | Chapter 39: The Graps of Wrath                            | Derrotó a Jimmy Havoc, Matt Riddle, Sebastian, TK Cooper, Travis Banks y Trent Seven en un Elimination Match por el campeonato vacante.       |
| 12 | Travis Banks         | 1   | 10 de septiembre de 2017 | 318  | Chapter 55: Chase the Sun                                 | Canjeó su oportunidad titular ganada en el Super Strong Style 16.                                                                             |
| 13 | WALTER               | 1   | 25 de julio de 2018      | 417  | Chapter 74: Mid Week Matters                              | [ 19 ] |
| 14 | Eddie Dennis         | 1   | 15 de septiembre de 2019 | 126  | Chapter 95: Still Chasing                                 | Derrotó a David Starr y WALTER. |
| —  | Vacante              | —   | 19 de enero de 2020      | —    | N/A                                                       | Dennis abandonó el título debido a una lesión en el hombro.                                                                                   |
| 15 | Cara Noir            | 1   | 19 de enero de 2020      | 791  | Chapter 101: Dalmatians                                   | Derrotó a Ilja Dragunov, Kyle Fletcher y Paul Robinson por el campeonato vacante. Este es el reinado más largo en la historia del campeonato. |
| 16 | Jonathan Gresham     | 1   | 20 de marzo de 2022      | 56   | Chapter 130: Dodge, Dip, Duck, Dive, Dodge                | Fue en un Winner Takes All Match en dónde Gresham defendió el Campeonato Mundial de ROH.                                                      |
| —  | Vacante              | —   | 15 de mayo de 2022       | —    | Chapter 134: No Mountain High Enough                      | Jonathan Gresham fue despojado del título debido a la interferencia de los Lykos.                                                             |
| 17 | Chris Ridgeway       | 1   | 5 de junio de 2022       | 69   | Chapter 135: Super Strong Style 16 Night 3                | Derrotó a Warren Banks en la final de un torneo de 16 hombres por ganar el campeonato vacante.                                                |
| 18 | Big Damo             | 1   | 13 de agosto de 2022     | 15   | Chapter 137: The Deadly Viper Tour - Codename: Copperhead | |
| 19 | Spike Trivet         | 1   | 28 de agosto de 2022     | 546  | Chapter 139: Warriors Come Out To Play                    | |
| 20 | Kid Lykos            | 1   | 25 de febrero de 2024    | 154  | Chapter 163: Twisted Metal                                | Fue en una Steel Cage Match. |
| 21 | Luke Jacobs          | 1   | 28 de julio de 2024      | 363+ | Progress Chapter 169: The Devil On My Shoulder            | |

### Total de días con el título

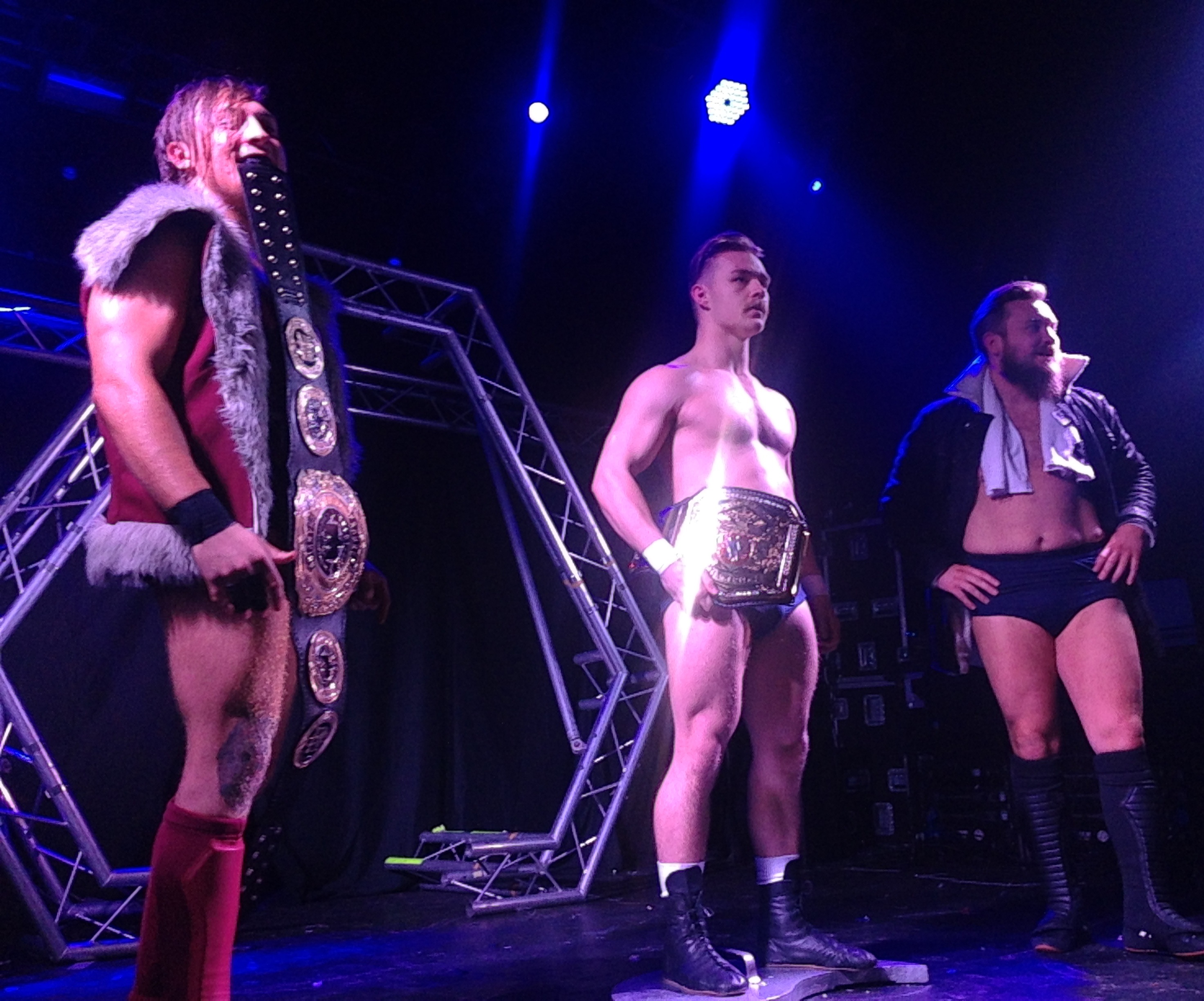
Pete Dunne (a la izquierda) con el campeonato.

La siguiente lista muestra el total de días que un luchador ha poseído el campeonato, si se suman todos los reinados que posee. Actualizado a la fecha del 26 de julio de 2025.
| + | Indica al campeón actual |

| N.º | Campeón              | Reinados | Total de días |
| --- | -------------------- | -------- | ------------- |
| 1   | Cara Noir            | 1        | 791           |
| 2   | Jimmy Havoc          | 1        | 609           |
| 3   | Spike Trivet         | 1        | 546           |
| 4   | WALTER               | 1        | 417           |
| 5   | Travis Banks         | 1        | 318           |
| 6   | Pete Dunne           | 1        | 287           |
| 7   | El Ligero            | 1        | 245           |
| 7   | Nathan Cruz          | 1        | 245           |
| 9   | Marty Scurll         | 2        | 210           |
| 10  | Will Ospreay         | 1        | 183           |
| 11  | Luke Jacobs          | 1        | 363+          |
| 12  | Kid Lykos            | 1        | 154           |
| 13  | Eddie Dennis         | 1        | 126           |
| 14  | Rampage Brown        | 1        | 119           |
| 15  | Chris Ridgeway       | 1        | 69            |
| 16  | Jonathan Gresham     | 1        | 56            |
| 17  | Mark Haskins         | 1        | 35            |
| 17  | Pastor William Eaver | 1        | 35            |
| 19  | Big Damo             | 1        | 15            |
| 20  | Mark Andrews         | 1        | <1            |

### Mayor cantidad de reinados
| Reinados | Luchador (es) |
| -------- | ------------- |
| 2 veces  | Marty Scurll  |